# Jun Woong-sun
Dans ce nom coréen, le nom de famille, Jun, précède le nom personnel.
Jun Woong-Sun, né le 14 juin 1986 à Séoul, est un joueur de tennis sud-coréen.

## Carrière
Il s'est dans un premier temps illustré en 2004 sur le circuit junior en remportant plusieurs tournois majeurs tels que celui de Santa Croce et surtout la Osaka Mayor's Cup en octobre qui lui a permis d'atteindre le 4e rang mondial. Il a aussi atteint les quarts de finale à Wimbledon.
Sur le circuit principal, il a atteint le 1er tour à Auckland, Pékin et Tokyo en 2007, ainsi qu'à Casablanca et Newport en 2008. La même année, il accède au second tour à Indianapolis en battant Chris Guccione et à Cincinnati avec un statut de lucky loser à la suite du forfait d'Andy Roddick. Il réalise également la meilleure performance de sa carrière en éliminant Dmitri Toursounov, 25e mondial lors du Challenger d'Astana (3-6, 6-3, 7-5).
Jun Woong-sun participe aux Jeux asiatiques de 2006, où il remporte la médaille d'or par équipe grâce à sa victoire en double.
Membre de l'équipe de Corée du Sud de Coupe Davis entre 2004 et 2008, il a participé aux barrages en 2006, 2007 et 2008 mais il perd ses 5 matchs. En revanche, en 2008, il joue deux rencontres comptant pour le 1er tour du groupe mondial contre l'Allemagne. Il s'incline en double et gagne un match sans enjeu contre Michael Berrer.
En simple, il a remporté deux tournois Futures (Kōfu et Shizuoka en 2006) et atteint par deux fois une finale d'un tournoi Challenger (Almaty en 2007, Dresde en 2008), tandis qu'en double, il compte 7 titres ITF et 2 Challenger.